# Wladimir Nikolajewitsch Adrianow
Wladimir Nikolajewitsch Adrianow (russisch Владимир Николаевич Адрианов; * 10. Februarjul. / 22. Februar 1875greg. in St. Petersburg; † 24. August 1938 in Ostaschkow) war ein russisch-sowjetischer Kartograf.

## Leben
Adrianow absolvierte das Kadettenkorps und die Militärtopografieschule in St. Petersburg. 1896 wurde er zum Moskauer Leibgarderegiment abkommandiert. 1897 kam er zur Vermessung der Nordwest-Grenzgebiete. Ab 1900 war er an der Vermessung des Gouvernements St. Petersburg und des Großfürstentums Finnland beteiligt.

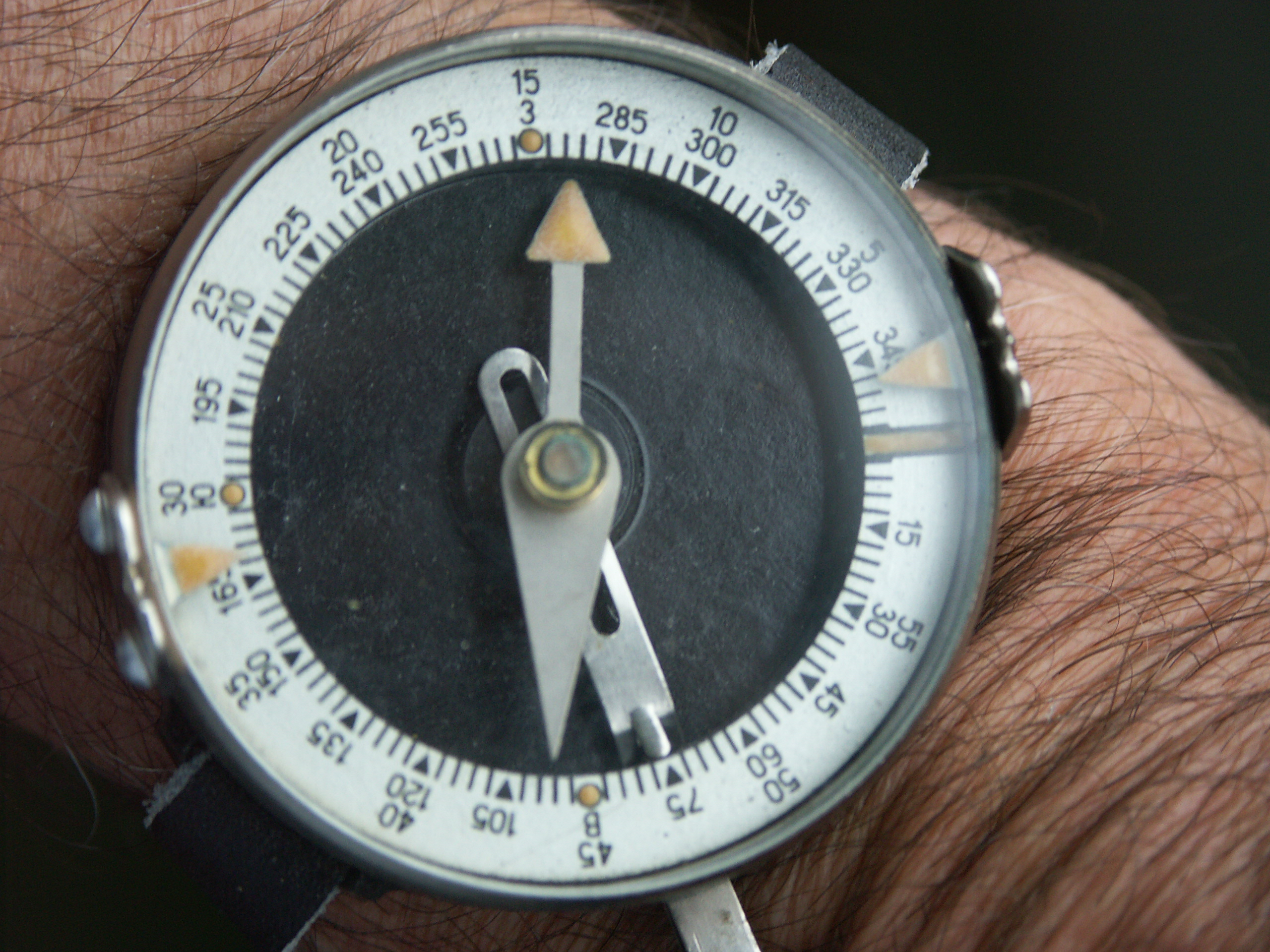
Adrianow-Kompass als Handgelenkkompass der Sowjetarmee mit zwei (gegenläufigen) Skalen: 6000 Strich und 360° (unter den Zahlen 15, 30 und 45 der äußeren Skala jeweils die kyrillischen Buchstaben З (sapad = West), Ю (jug = Süd) und В (wostok = Ost))

Ab Januar 1905 führte Adrianow kartografische Arbeiten in der Militärtopografie-Abteilung der Hauptverwaltung des Generalstabs durch. 1907 konstruierte er den ersten russischen am Arm zu tragenden Militärkompass mit Nachtleuchtfarbe und ein Artillerie-Visier. 1910 wurde er für trigonometrische Arbeiten in die Festung Kronstadt abkommandiert.
Neben seiner beruflichen Tätigkeit unterrichtete Adrianow in St. Petersburger Schulen und Internaten. Von 1910 bis Januar 1913 gab er die zweiwöchentliche Topografische und Geodätische Zeitschrift heraus und redigierte sie zusammen mit Kapitan W. A. Tschetyrkin. Dort erschienen auch Artikel über die Entwicklung der Luftfahrt und die ersten Versuche der Luftvermessung. 1911 wurde er Vollmitglied der Russischen Geographischen Gesellschaft. Anlässlich der Feier des 100. Jahrestages des Französisch-Russischen Kriegs 1812 war er beteiligt an der Erstellung der Karte des Borodino-Schlachtfeldes, die ein kartografisches Kunstwerk wurde. Im Oktober 1916 wurde Adrianow zum Oberstleutnant des Militärtopografenkorps befördert.
Nach der Oktoberrevolution leitete Adrianow die Herausgabe von Karten in der Kartografie-Abteilung des Militärtopografenkorps der Roten Armee, die ihn 1921 entließ. 1920 hatte er im Moskauer Vermessungsinstitut gelehrt, das 1930 die Moskauer Staatliche Universität für Geodäsie und Kartografie wurde. Von 1922 bis 1929 gehörte er zur Kartografie-Abteilung der Obersten Geodäsie-Verwaltung. Er war der Autor von Zeichen auf den ersten Karten im Metrischen System.
Ab 1922 war Adrianow Leiter der Kunst- und Reproduktionsabteilung der Gosnak in Moskau. Er leitete den Redaktionsrat und die kartografische Redaktion des ersten Atlas der UdSSR und war Mitautor. Der Atlas erschien 1928.

UdSSR-Wappen von Adrianow und Dubassow

Nach der Gründung der Sowjetunion (UdSSR) 1922 musste ein neues Staatssymbol entwickelt werden. Das Zentrale Exekutivkomitee der UdSSR (ZIK) schrieb einen Wettbewerb für den besten Entwurf für das Wappen der Union aus. Von den vielen eingereichten Vorschlägen wurde von der ZIK-Kommission der Entwurf Wsewolod Pawlowitsch Korsuns bevorzugt, der allerdings den Nachteil hatte, dass die Inschrift Proletarier aller Länder, vereinigt Euch! nur auf Russisch erschien, während alle Unionssprachen zu sehen sein sollten. Darauf wurde die Gosnak beauftragt, nach Korsuns Entwurf das Unionswappen zu entwickeln. Die Arbeiten wurden von Adrianow geleitet, der vorschlug, in die Mitte des Wappens eine Weltkugel mit Hammer und Sichel anzuordnen. Die Endausführung übernahm Iwan Dubassow. Im Hinblick auf eine mögliche Veränderung der Zahl der Unionssprachen in der Zukunft schlug Dubassow vor, die Proletarier-Texte auf Schleifen anzuordnen. Dubassows Version wurde schließlich am 22. September 1923 durch Unterschrift des ZIK-Sekretärs Abel Jenukidse genehmigt.
Adrianow fertigte die Zeichnungen für den ersten sowjetischen Tscherwonez, das Transportzertifikat, den Kreditrubel und die Staatsobligation des ersten Fünfjahresplans. Er erstellte die Karte der Tadschikischen SSR im Maßstab 1:750.000 ohne weiße Flecken im Pamir. Von Juni 1933 bis Januar 1934 leitete er das Kartenbüro der Tadschikischen Pamirexpedition.
1934 schuf Adrianow das Markenzeichen und neue kartografische Schriften für den Großen Sowjetischen Weltatlas, dessen künstlerischer Redakteur er 1937 war. Ab 1935 lebte er in Ostaschkow.